# 莫三比克腹瓢鰕虎魚
莫三比克腹瓢鰕虎鱼，为輻鰭魚綱鱸形目鰕虎鱼科的其中一種。

## 分布
本魚分布於印度西太平洋區，包括紅海、留尼旺、阿曼、馬爾地夫、塞席爾群島、馬來西亞、印尼、臺灣、琉球群島、越南、新喀里多尼亞、東加、密克羅尼西亞、馬里亞納群島、馬紹爾群島、斐濟等海域。

## 深度
水深2至30公尺。

## 特徵
本魚體延長略成圓柱狀，眼略突出，腹鰭癒合成吸盤。體色變化大，從白色、粉紅色、黃色甚至紅色皆有，散部許多暗色的小斑點，有些甚至有橫斑，背鰭硬棘6至7枚，背鰭軟條7至8枚，臀鰭硬棘1枚，臀鰭軟條8枚，體長可達3公分。

## 生態
本魚棲息在軟珊瑚、海綿或海扇上，以寬大的胸鰭支撐趴在珊瑚表面，屬底棲魚類，肉食性，以小型無脊椎動物為食。

## 經濟利用
可作為觀賞魚。